# Hans Friede
Hans Friede (* 28. Mai 1896 in Guben/Niederlausitz; † 30. Dezember 1978) war ein deutscher Politiker des GB/BHE.

## Leben und Beruf
Friede kam nach dem Zweiten Weltkrieg als Heimatvertriebener nach Heide (Holstein). In den 1960er Jahren zog er nach Rinteln.

## Abgeordneter
Friede war von 1950 bis 1954 Landtagsabgeordneter in Schleswig-Holstein. Er wurde vom Landtag in die zweite Bundesversammlung gewählt, die am 17. Juli 1954 Theodor Heuss als Bundespräsidenten wiederwählte.